# Kinaza tyrozynowa Brutona
Kinaza tyrozynowa Brutona – cytoplazmatyczna, niereceptorowa kinaza, która odgrywa główną rolę w przekazywaniu sygnałów z różnych receptorów powierzchniowych komórek, w tym przede wszystkim z receptorów limfocytów B (ang. B-cell receptors; BCRs).